# Кунін Євген Вікторович
Євген Вікторович Кунін (26 жовтня 1956) - російський і американський біолог, вірусолог, біоінформатик, еволюційний біолог. Засновник і головний редактор наукового журналу Biology Direct. Автор книги з еволюційної біології «Логіка випадку».

## Біографія
Закінчив біологічний факультет Московського університету 1978 року. У 1983 році захистив кандидатську дисертацію з реплікації вірусної РНК.
У 1983-1988 роках працював молодшим і старшим науковим співробітником в Інституті поліомієліту і вірусних енцефалітів АМН СРСР. З 1988 до 1991 року працював старшим науковим співробітником і керівником лабораторії молекулярної систематики мікробів Інституту мікробіології АН СРСР
З кінця 1991 року працює у США у Національному центрі біотехнологічної інформації при Національних інститутах здоров'я у Бетесді, штат Меріленд. Там же з 1997 року завідує групою еволюційної геноміки.

## Політичні погляди
Підписав відкритого листа російських науковців та наукових журналістів проти Російського вторгнення в Україну 2022 року.

## Наукова діяльність
Євген Кунін є спеціалістом з біоінформатики і молекулярної біології вірусів. Він займається порівняльною і еволюційною геномікою, передбаченням функції гену, еволюцією родин генів, горизонтальним переносом генів. Є автором концепції «кластерів ортологічних генів», яка дозволяє робити припущення про функції невідомих раніше генів, виходячи з їхньої належності до ортологічної групи: спільного походження для генів різних видів.
Також Кунін вивчає філогенетику генів, намагаючись побудувати філогенетичні дерева окремих генів, а також розробляє математичні методи для врахування як деревоподібної, так мережевої еволюції геномів. Ці роботи також призвели до зацікавлення вченого у фундаментальних принципах еволюції, проблем механізмів адаптацій і ролі природного добору в еволюції. Розробляє нові методи виявлення in silico нових білкових доменів.
Кунін також досліджує еволюцію і походження вірусів, намагається виявити загальні фізичні принципи, які зумовлюють біологічну еволюцію. Проміжний підсумок фундаментальних робіт з еволюції підведений у книзі «The Logic of Chance» (2012).
Автор близько 800 наукових статей, у березні 2018 року індекс Гірша Куніна за версією Scopus дорівнює 155, а за версією проекту Google Академія - 188, що є найвищим показником серед науковців російського походження.

## Основні роботи
- Кунин Е. В. (2014). Логика случая. О природе и происхождении биологической эволюции (русский) . Москва: Центрполиграф. с. 507. ISBN 978-5-227-04982-7.
- Eugene V. Koonin (August 2011). Are there laws of genome evolution?. PLoS computational biology. 7 (8): e1002173. doi:10.1371/journal.pcbi.1002173. PMID 21901087.{{cite journal}}:  Обслуговування CS1: Сторінки із непозначеним DOI з безкоштовним доступом (посилання)